# Karl Reichert (Optiker)
Karl Reichert (* 20. August 1883 in Wien; † 20. Dezember 1953 ebenda) war ein österreichischer Optiker.
Reichert führte gemeinsam mit seinem Bruder Otto den 1876 gegründeten Betrieb des Vaters Carl Reichert weiter. Es gelang eine erhebliche Ausweitung der Produktion, wobei die Zahl der Mitarbeiter Anfang der 1920er Jahre auf 500 stieg. Gefertigt wurden Mikroskope, Mikrotome und Kameras. Das Unternehmen C. Reichert Optische Werke, AG wurde später an eine amerikanische Firma verkauft.
Zu seinen Arbeitsgebieten gehörten die Verbesserung der Dunkelfeldmikroskopie, die Entwicklung des von ihm 1911 eingeführten Fluoreszenzmikroskops und die Metallmikroskopie, aus der sich die Metallografie entwickelte.
Er wurde am Neustifter Friedhof bestattet.